# Andorranische Fußballnationalmannschaft (U-19-Junioren)
Die andorranische Fußballnationalmannschaft der U-19-Junioren ist die Auswahl andorranischer Fußballspieler der Altersklasse U-19. Sie repräsentiert die Federació Andorrana de Futbol auf internationaler Ebene, beispielsweise in Freundschaftsspielen gegen die Auswahlmannschaften anderer nationaler Verbände, aber auch bei der seit 2002 in dieser Altersklasse ausgetragenen Europameisterschaft.

## Teilnahme an U-19-Europameisterschaften
- 2002: nicht qualifiziert (in der ersten Qualifikationsrunde gescheitert)
- 2003: nicht qualifiziert (in der ersten Qualifikationsrunde gescheitert)
- 2004: nicht qualifiziert (in der ersten Qualifikationsrunde gescheitert, erstes Tor)
- 2005: nicht qualifiziert (in der ersten Qualifikationsrunde gescheitert)
- 2006: nicht qualifiziert (in der ersten Qualifikationsrunde gescheitert)
- 2007: nicht qualifiziert (in der ersten Qualifikationsrunde gescheitert)
- 2008: nicht qualifiziert (in der ersten Qualifikationsrunde gescheitert)
- 2009: nicht qualifiziert (in der ersten Qualifikationsrunde gescheitert)
- 2010: nicht qualifiziert (in der ersten Qualifikationsrunde gescheitert)
- 2011: nicht qualifiziert (in der ersten Qualifikationsrunde gescheitert)
- 2012: nicht qualifiziert (in der ersten Qualifikationsrunde gescheitert)
- 2013: nicht qualifiziert (in der ersten Qualifikationsrunde gescheitert)
- 2014: nicht qualifiziert (in der ersten Qualifikationsrunde gescheitert)
- 2015: nicht qualifiziert (in der ersten Qualifikationsrunde gescheitert)
- 2016: nicht qualifiziert (in der ersten Qualifikationsrunde gescheitert, erster Punktgewinn)
- 2017: nicht qualifiziert (in der ersten Qualifikationsrunde gescheitert, erster Sieg)
- 2018: nicht qualifiziert (in der ersten Qualifikationsrunde gescheitert)
- 2019: nicht qualifiziert (in der ersten Qualifikationsrunde gescheitert)
- 2020: nicht qualifiziert/abgesagt (in der ersten Qualifikationsrunde gescheitert)
- 2022: nicht qualifiziert (in der ersten Qualifikationsrunde gescheitert)

| Bilanz | Bilanz | Bilanz | Bilanz      | Bilanz | Bilanz    | Bilanz       |
| Spiele | Siege  | Remis  | Niederlagen | Tore   | Gegentore | Tordifferenz |
| ------ | ------ | ------ | ----------- | ------ | --------- | ------------ |
| 60     | 1      | 2      | 57          | 14     | 246       | −232         |